# 188E busz (Budapest)
A budapesti 188E jelzésű autóbusz Kelenföld vasútállomás és Budakeszi, Honfoglalás sétány között közlekedik, Budaörsön keresztül, zónázó gyorsjáratként, kizárólag munkanapokon, a reggeli és a délutáni csúcsidőszakokban. A viszonylatot a MÁV Személyszállítási Zrt. üzemelteti. A járat az M1-es autópályán keresztül közlekedik Budaörs és Kelenföld között.

## Története
A 2008-as paraméterkönyv bevezetésével augusztus 21-én a 140E busz jelzését 188E-re módosították. 2010. január 4-én a budaörsi végállomása az Ipari és Technológiai Park lett.
A járaton 2012. január 2-án bevezették az első ajtós felszállási rendet.
2015. augusztus 31-étől a Móricz Zsigmond körtér helyett csak a Kelenföld vasútállomásig közlekedik.
2019. május 13-ától meghosszabbították Budakeszi, Honfoglalás sétányig, és elindult 188-as jelzésű alapjárata is. Az Ipari és Technológiai Parkot a 88A buszok érintik. Mindenszentek idején érintette az akkor még ideiglenes Budakeszi temető megállót a Honfoglalás sétány felé.
2019 szeptemberében a Márity László úton található végállomását az úttest másik oldalára helyezték át. Ezen az oldalon a helyi általános iskola új épülete található.
2019. december 15-étől a Kelenföldről 7:20-kor induló járat érinti a Budakeszi, Tesco áruház és a Szőlőskert utca megállót, de továbbra is csak Budakeszi, Dózsa György térig közlekedik.
2020. május 1-jén átadták a Budakeszi temető megállót, ezzel egy időben a Temető utca megállót megszüntették.
2022. június 16-ától Budapest felé megáll a budaörsi Sport utca megállóhelyen, majd augusztus 1-jétől érinti Budakeszi irányában is.

## Útvonala
| Budakeszi, Honfoglalás sétány felé |
| Kelenföld vasútállomás M vá. – Koszorúslány utca – aluljáró – Budaörsi út – autópálya-bevezető – Budaörs, Sport utca – Bretzfeld utca – Szabadság út – – Gyár utca – 8102 – Budakeszi, Bianka utca – Szürkebarát utca – Szőlőskert utca – Budaörsi út – Fő utca – Temető utca – Márity László utca – Honfoglalás sétány, forduló – Márity László utca – Budakeszi, Honfoglalás sétány vá. |
| Kelenföld vasútállomás felé |
| Budakeszi, Honfoglalás sétány vá. – Márity László utca – Temető utca – Fő utca – Budaörsi út – Szőlőskert utca – Szürkebarát utca – Bianka utca – 8102 – Budaörs, Gyár utca – – 8102 – Szabadság út – Bretzfeld utca – Sport utca – autópálya-bevezető – Budapest, Koszorúslány utca – Kelenföld vasútállomás M vá.                                                                       |

## Megállóhelyei
Az átszállási kapcsolatok között az eltérő üzemidővel, és Budaörsön keresztül közlekedő 188-as busz nincsen feltüntetve.
| 188E (Kelenföld vasútállomás M ◄► Budakeszi, Honfoglalás sétány) | 188E (Kelenföld vasútállomás M ◄► Budakeszi, Honfoglalás sétány) | 188E (Kelenföld vasútállomás M ◄► Budakeszi, Honfoglalás sétány) | 188E (Kelenföld vasútállomás M ◄► Budakeszi, Honfoglalás sétány) | 188E (Kelenföld vasútállomás M ◄► Budakeszi, Honfoglalás sétány)        | 188E (Kelenföld vasútállomás M ◄► Budakeszi, Honfoglalás sétány) | 188E (Kelenföld vasútállomás M ◄► Budakeszi, Honfoglalás sétány) | 188E (Kelenföld vasútállomás M ◄► Budakeszi, Honfoglalás sétány) |
| 188E (Szanatórium utca (Vadaspark) ► Kelenföld vasútállomás M)   | 188E (Szanatórium utca (Vadaspark) ► Kelenföld vasútállomás M)   | 188E (Szanatórium utca (Vadaspark) ► Kelenföld vasútállomás M)   | 188E (Szanatórium utca (Vadaspark) ► Kelenföld vasútállomás M)   | 188E (Szanatórium utca (Vadaspark) ► Kelenföld vasútállomás M)          | 188E (Szanatórium utca (Vadaspark) ► Kelenföld vasútállomás M)   | 188E (Szanatórium utca (Vadaspark) ► Kelenföld vasútállomás M) | 188E (Szanatórium utca (Vadaspark) ► Kelenföld vasútállomás M)   |
| 188E (Kelenföld vasútállomás M ► Budakeszi, Dózsa György tér)    | 188E (Kelenföld vasútállomás M ► Budakeszi, Dózsa György tér)    | 188E (Kelenföld vasútállomás M ► Budakeszi, Dózsa György tér)    | 188E (Kelenföld vasútállomás M ► Budakeszi, Dózsa György tér)    | 188E (Kelenföld vasútállomás M ► Budakeszi, Dózsa György tér)           | 188E (Kelenföld vasútállomás M ► Budakeszi, Dózsa György tér)    | 188E (Kelenföld vasútállomás M ► Budakeszi, Dózsa György tér) | 188E (Kelenföld vasútállomás M ► Budakeszi, Dózsa György tér)    |
| Perc (↓)                                                         | Perc (↓)                                                         | Perc (↓)                                                         | Megállóhely                                                      | Perc (↑)                                                                | Perc (↑)                                                         | Átszállási kapcsolatok |                                                                  |
| ---------------------------------------------------------------- | ---------------------------------------------------------------- | ---------------------------------------------------------------- | ---------------------------------------------------------------- | ----------------------------------------------------------------------- | ---------------------------------------------------------------- | --- | ---------------------------------------------------------------- |
| 0                                                                | 0                                                                | 0                                                                | Kelenföld vasútállomás M végállomás                              | 32                                                                      | 30                                                               | 1, 19, 49 8E, 40, 40E, 53, 58, 87, 87A, 88, 88A, 101B, 101E, 108E, 141, 150, 150B, 153, 154, 172, 173, 187, 250, 250B, 251, 251A, 251E, 272 689, 691, 710, 712, 715, 720, 722, 724, 725, 727, 731, 732, 734, 735, 736, 760, 762, 763, 764, 767, 770, 774, 775, 778, 779, 798, 799 S10 G10 S12 S30 G30 Z30 S34 S35 S36 S40 G40 Z40 S42 Z42 G43 G44 IC, EC, EN, sebesvonat, gyorsvonat, expresszvonat, |                                                                  |
| 2                                                                | 2                                                                | 2                                                                | Sasadi út                                                        | 31                                                                      | 28                                                               | 8E, 40, 40E, 53, 87, 87A, 88, 88A, 108E, 139, 140, 140A, 150, 150B, 153, 154, 172, 173, 187, 240, 272 764 1172, 1173, 1174, 1175, 1176, 1177, 1183, 1184, 1185, 1188, 1190, 1194, 1201, 1205, 1212, 1215, 1216, 1229, 1251, 1253, 1254 |                                                                  |
| Budapest–Budaörs közigazgatási határa                            |                                                                  |                                                                  |                                                                  |                                                                         |                                                                  | |                                                                  |
| 10                                                               | 10                                                               | 10                                                               | Sport utca                                                       | 25                                                                      | 22                                                               | 140, 140B 755 |                                                                  |
| 11                                                               | 11                                                               | 11                                                               | Lévai utca                                                       | 24                                                                      | 21                                                               | 40B 755 |                                                                  |
| 12                                                               | 12                                                               | 12                                                               | Gimnázium                                                        | 23                                                                      | 20                                                               | 40E, 40, 88, 88A, 140, 140A, 240, 287 755, 756, 767 |                                                                  |
| 13                                                               | 13                                                               | 13                                                               | Alcsiki dűlő                                                     | 22                                                                      | 19                                                               | 88, 88A, 289 |                                                                  |
| 13                                                               | 13                                                               | 13                                                               | Lejtő utca                                                       | 22                                                                      | 19                                                               | 88, 88A |                                                                  |
| 14                                                               | 14                                                               | 14                                                               | Ibolya utca                                                      | 21                                                                      | 18                                                               | 88, 88A, 288 |                                                                  |
| 15                                                               | 15                                                               | 15                                                               | Csiki csárda                                                     | 20                                                                      | 17                                                               | 88, 88A, 288 |                                                                  |
| 16                                                               | 16                                                               | 16                                                               | Csiki tanya                                                      | 19                                                                      | 16                                                               | 88, 88A |                                                                  |
| 17                                                               | 17                                                               | 17                                                               | Gyár utca                                                        | 18                                                                      | 15                                                               | 88, 88A 767 |                                                                  |
| 18                                                               | 18                                                               | 18                                                               | Raktárbázis                                                      | 16                                                                      | 13                                                               | |                                                                  |
| 19                                                               | 19                                                               | 19                                                               | Budaörs, Gábor Dénes körút                                       | 15                                                                      | 11                                                               | |                                                                  |
| Budaörs–Budakeszi közigazgatási határa                           |                                                                  |                                                                  |                                                                  |                                                                         |                                                                  | |                                                                  |
| 22                                                               | 22                                                               | 22                                                               | Farkashegyi repülőtér                                            | 12                                                                      | 9                                                                | |                                                                  |
| ∫                                                                | 24                                                               | 24                                                               | Budakeszi, Tesco áruház                                          | 10                                                                      | ∫                                                                | 22 |                                                                  |
| ∫                                                                | 25                                                               | 25                                                               | Szőlőskert utca                                                  | 9                                                                       | ∫                                                                | 22 |                                                                  |
| 27                                                               | 27                                                               | 27                                                               | Budakeszi, Tiefenweg utca                                        | 8                                                                       | 7                                                                | 22 |                                                                  |
| ∫                                                                | ∫                                                                | 28                                                               | Dózsa György tér                                                 | 6                                                                       | 5                                                                | 22, 22A 781, 782, 783, 784, 785, 786, 787, 789, 791 |                                                                  |
| 28                                                               | 28                                                               | ∫                                                                | Budakeszi, Dózsa György tér érkező végállomás                    | ∫                                                                       | ∫                                                                | 22, 22A 781, 782, 783, 784, 785, 786, 787, 789, 791 |                                                                  |
|                                                                  |                                                                  | 28                                                               | Erdő utca                                                        | 5                                                                       | 4                                                                | 22, 22A |                                                                  |
| 29                                                               | Budakeszi, városháza                                             | 4                                                                | 3                                                                | 22, 22A 781, 782, 783, 784, 785, 786, 787, 789, 791                     |                                                                  | |                                                                  |
| ∫                                                                | Gyógyszertár                                                     | ∫                                                                | 2                                                                | 22, 22A, 222 781, 782, 783, 784, 785, 786, 787, 789, 791, 793, 794, 795 |                                                                  | |                                                                  |
| ∫                                                                | Erkel Ferenc utca                                                | ∫                                                                | 1                                                                | 22, 22A, 222 781, 782, 783, 784, 785, 786, 787, 789, 791, 793, 794, 795 |                                                                  | |                                                                  |
| ∫                                                                | Szanatórium utca (Vadaspark) induló végállomás                   | ∫                                                                | 0                                                                |                                                                         |                                                                  | |                                                                  |
| 31                                                               | Széchenyi utca (gimnázium)                                       | 2                                                                |                                                                  | 222 793, 794, 795                                                       |                                                                  | |                                                                  |
| 31                                                               | Budakeszi temető                                                 | 1                                                                | 222 793, 794, 795                                                |                                                                         |                                                                  | |                                                                  |
| 32                                                               | Zichy Péter utca                                                 | 0                                                                | 222                                                              |                                                                         |                                                                  | |                                                                  |
| 33                                                               | Budakeszi, Honfoglalás sétány végállomás                         | 0                                                                | 222                                                              |                                                                         |                                                                  | |                                                                  |